# Johannes Reinelt

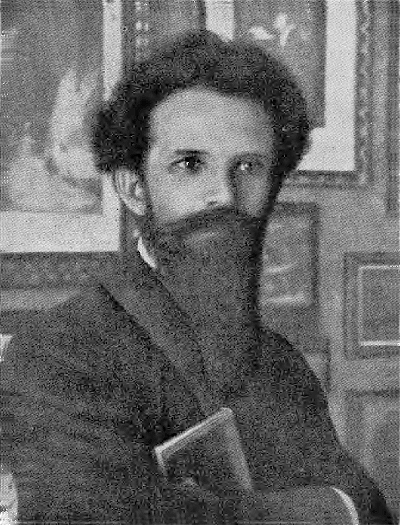
Philo vom Walde (Johannes Reinelt)

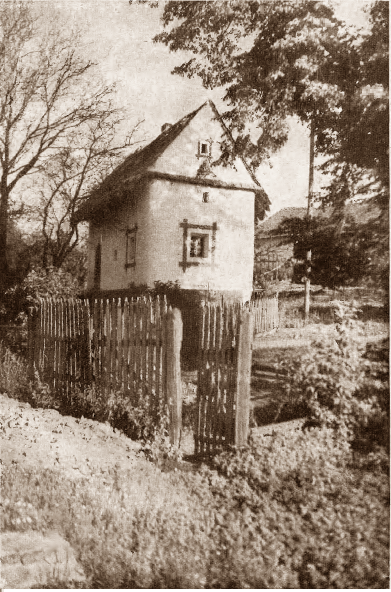
Geburtshaus in Kreuzendorf

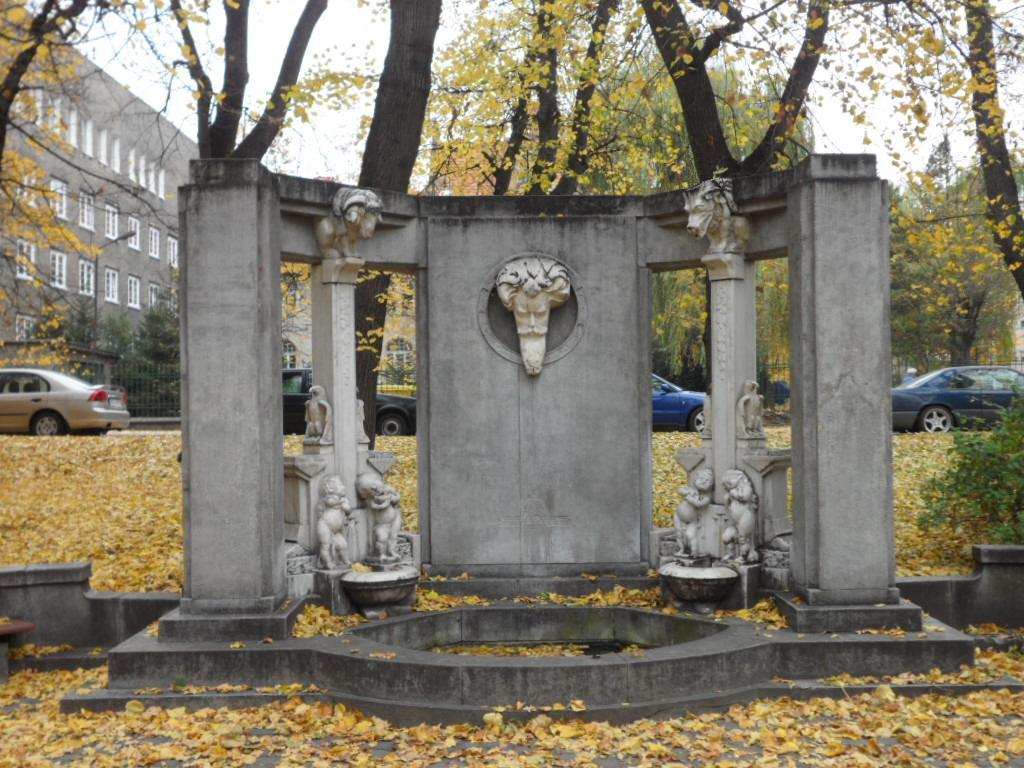
Leobschütz, Denkmal zu Ehren des Heimatdichters „Philo vom Walde“

Johannes Reinelt (* 5. August 1858 in Kreuzendorf bei Leobschütz; † 16. Januar 1906 in Breslau) war ein deutscher Schriftsteller und schlesischer Dialektdichter. Bekannt wurde er unter seinem Pseudonym Philo vom Walde.

## Leben
Am 5. August 1858 wurde er als Sohn des Webers und Nachtwächters Karl Reinelt geboren. Johannes Reinelt stammte aus sehr einfachen Verhältnissen und sollte nach dem Wunsch seiner Eltern das Handwerk eines Schusters lernen. Da der zuständige Dorflehrer ihm den Besuch einer höheren Schule zutraute, unterstützte und förderte er ihn einige Jahre durch kostenlose Privatstunden.
1875 wäre es Reinelt beinahe möglich gewesen, das Seminar von St. Annaberg zu besuchen, aber dieses war durch die politischen Ereignisse des Kulturkampfes kurz vorher geschlossen worden. Über seinen Lehrer fand sich für Reinelt aber dann doch die Möglichkeit eines „Studiums“, als er das Pädagogische Seminar in Zülz besuchen konnte. 1878 konnte Reinelt diese Ausbildung erfolgreich abschließen.
Bereits während seiner Zeit am Lehrerseminar begann Reinelt, sich für die Literatur seiner Heimat zu interessieren, er begann auch selbst zu schreiben. Er wählte dazu das Pseudonym Philo vom Walde. Neben seinem belletristischen Schaffen thematisierte Reinelt in einigen Sachbüchern die Naturheilmethoden des Gräfenberger Landwirts Vincenz Prießnitz. Zu regionalen Themen äußerte sich Reinelt oft in den Feuilletons verschiedener Zeitungen, darunter auch Die deutsche Volksstimme. Der Komponist Paul Mittmann vertonte mehrere Gedichte Reinelts, unter anderem Mein Schlesierland.
Nach einigen Vertretungen und Aushilfsstellen avancierte Reinelt 1882 zum Lehrer in Korkwitz. Zwei Jahre später wurde er nach Neiße und 1902 als Oberlehrer an die „Pestalozzi-Schule“ nach Breslau versetzt. Dort starb er im Alter von 47 Jahren am 16. Januar 1906.
Im Jahre 1912 errichtete ihm die Stadt Breslau in den Zieranlagen des Waschteiches in der Nähe der Pestalozzischule, an welcher Reinelt als Lehrer gewirkt hatte, ein Denkmal aus schlesischem Marmor gefertigt und stellt den Dichter sitzend in Lebensgröße dar. Nach dem Zweiten Weltkrieg wurde das Denkmal zerstört. Im Jahre 1923 wurde Reinelt ein Denkmal nicht weit von seinem Heimatdorf in der Stadt Leobschütz errichtet. Der Schöpfer der Denkmäler in Breslau und Leobschütz sowie des Grabmals auf dem Breslauer Friedhof war sein Freund, der österreichisch-schlesische Bildhauer Josef Obeth.

## Werke

### Belletristik
- Aus der Heemte! Humoresken, Scizzen und Gedichte in schlesischer Mundart. Senff, Berlin 1883
- Die Dorfhexe. Bauernkomödie mit Gesang. Schlesische VG, Breslau 1921
- Hygienische Volksbühne. Lustspiele in einem Aufzug. Grieben, Leipzig 1892 (enthält die Einakter Wasser thuts freilich, Der rechte Doktor und Die gute Stube)
- Leute-Not. Erzählung. Schlesische VG, Breslau 1921
- Mein Vermächtnis. Dichtungen. Verlag Huch, Neiße 1890
- Das Philo-vom-Walde-Buch. Eine Auswahl. Ostdeutsch VA, Breslau 1926 (hrsg. von Marie Klerlein)
- A Schläsches Bilderbüchel. Allerhand Verzählsel und Verschel. Huch, Neiße 1884
- A Singvägerle! Aus der Schläsing
- Sonderlinge. Lustspiele in einem Aufzug. Grieben, Leipzig 1881 (enthält die Einakter Der Kupfuscher, Drei Paar Verlobte und Der kranke Gott)
- Sonntagskinder. Lieder und Gedichte aus Schlesien. Baumert & Ronge, Grossenhain 1904
- Vaganten-Lieder. Schlesische VG, Breslau 1921

### Sachbücher
- Joseph Schindler als Nachfolger von Vinzenz Priessnitz in Gräfenberg. Erinnerungen. Verlag Isslieb, Berlin 1891
- Schlesien in Sage und Brauch. Verlag Senff, Berlin 1883
- Vincenz Prießnitz. Sein Leben und sein Wirken. Zur Gedenkfeier seines hundertsten Geburtstag. Möller Verlag, Berlin 1898 (illustriert von Joseph Dmych u. a.)
- Vincenz Prießnitz als Begründer des Wasser- und Naturheilverfahrens. Eine Studie. Möller, Berlin 1897
- Vincenz Prießnitz als Begründer der naturgemäßen Lebens- und Heilweise. Möller, Berlin 1899
- Über Natur-Heilkunde. Eine Auswahl empfehlenswerther Schriften aus dem Gebiet der volksverständlichen Gesundheitspflege und arzneilosen Heilweise. Möller, Berlin 1896